# Ewok

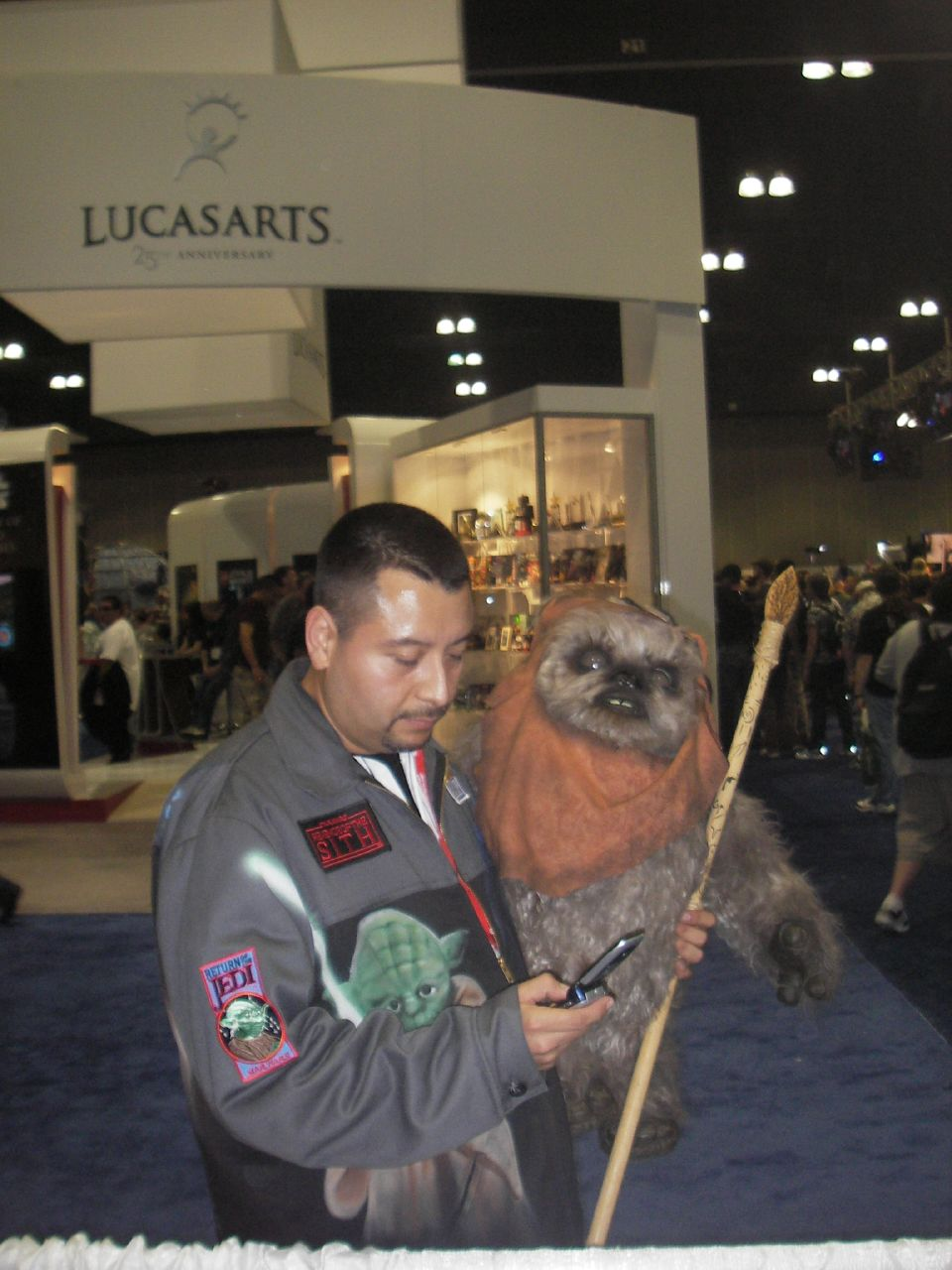
Un ninot d'un Ewok

En l'univers de La Guerra de les Galàxies els ewoks són éssers habitants de la lluna boscosa del planeta Endor.
En les profunditats de la selva verge de la lluna boscosa d'Endor, viuen en harmonia els pacífics i amigables ewoks. Construeixen llurs poblats en la part alta dels enormes arbres i llurs habitatges estan confeccionats de branques, unides per lianes o cordes que ells mateixos fabriquen. Els poblats ewok són la llar d'una tribu per generacions. A mesura que la tribu creix amb el pas dels anys, el nombre d'habitatges augmenta, iqual que la mida de llurs poblats, els més grans poden mesurar diversos centenars de metres i tenir més de vint habitatges amb desenes de famílies, convertint-se en petites ciutats sobre els arbres. Els ewoks abandonen els seus poblats en molt poques ocasions, només ho fan si el seu bosc es crema o els arbres són ja massa vells com per sostenir el poblat, llavors s'emporten tot el que posseeixen i s'estableixen en un altre lloc que els sigui favorable, en general, no gaire lluny de l'antiga llar.
Els habitatges els uneixen mitjançant ponts de fusta i plataformes en suspensió. Els ewok cacen a més de recol·lectar de dia a la superfície del bosc. Quan cau la nit, quan la selva és massa perillosa per a ells, aquestes criatures es refugien en llurs alts poblats. I si són atacats defenen el seu territori amb valentia.
Les tribus ewoks tenen llocs sagrats on realitzen rituals religiosos i honren i enterren llurs morts. Quan és necessari, el xaman de la tribu invoca els esperits dels avantpassats i es comunica amb ells per demanar-los consell.
Els ewoks són criatures pacífiques i gairebé mai ataquen altres tribus. Tampoc solen fer intercanvis amb altres tribus amb freqüència, tot i que de vegades sí que en fan.
Tot i que les seves tècniques són primitives, els ewoks fan gala d'una inventiva enginyosa i una intel·ligència admirables. Saben construir gronxadors penjants, catapultes, planeadores i complexes trampes per a les forces d'ocupació imperials.
Els ewoks viuen sense conèixer la gran tecnologia de molts planetes. Creuen en déus i esperits del bosc que els protegeixen i els ajuden en la caça, i solen considerar com a alguna cosa màgica les coses que no comprenen, com a C-3PO, que quan el veuen per primer cop el creuen com un déu.
Apareixen a Star Wars Episodi VI: El Retorn del Jedi de la saga, a les pel·lícules Caravana de valor i La lluita per Endor i a la sèrie de dibuixos animats Ewoks.
Els ewoks mesuraven mig metre d'alçada i eren molt primitius quant a tecnologia. Els bebès dels ewoks són anomenats woklings i estan sempre sota la cura de llurs mares. Els bebès mesuren pocs centímetres i naixen amb poc pèl i sense dents, tot i que aquests creixen ràpidament. Els bebès triguen prop d'un any en poder parlar i caminen amb normalitat, i triguen diversos anys més en poder valer-se per si sols, per això depenen de llurs mares per a sobreviure. I aprenen d'aquestes i de llurs pares, a més dels ancians, tot el que necessiten.
Parlen un dialecte primitiu poc complex que pel que sembla parlen tots els de la seva espècie, tot i ser primitiu, els droides de protocol com C-3PO poden entendre gran part del que diuen.